# Acanthosyris glabrata
Acanthosyris glabrata là một loài thực vật có hoa trong họ Santalaceae. Loài này được (Stapf) Stauffer mô tả khoa học đầu tiên năm 1961.